# 화려한 말괄량이
화려한 말괄량이(The Gorgeous Hussy)는 미국에서 제작된 클래런스 브라운 감독의 1936년 드라마 영화이다. 조앤 크로퍼드 등이 주연으로 출연하였고 클래런스 브라운 등이 제작에 참여하였다. 실제 역사에 허구를 섞어 창작했다.
앤드루 잭슨 대통령 재임 시절 벌어진 속치마 사건(Petticoat affair; Eaton affair, 1829 - 1831)을 소재로 했다. 부대통령 존 캘훈의 아내가 이끈 내각 각료 아내들 모임은 미국 전쟁부 장관 존 이튼의 아내 페기 이튼이 내각 각료 아내의 도덕 수준에 미치지 못한다는 이유로 공개적으로 따돌렸고, 이 여성들은 속치마들("Petticoats")이라고 불리게 된다. 이 사건의 여파로 단 한 명을 제외한 모든 내각 각료가 사직하게 됐으며, 차기 대통령감으로 여겨지던 존 캘훈은 영향력이 남부 지역에 한정된 위치로 내려앉았고, 마틴 밴 뷰런이 대선 주자로 부상했다.

## 줄거리
1823년. 오닐 소령이 운영하는 워싱턴 D.C.의 여관은 많은 정치인들을 단골로 두고 있다. 딸 페기 오닐은 단골 정치인들과 친밀해지고, 당시 테네시주 상원의원이던 앤드루 잭슨을 앤디 삼촌(Uncle Andy)이라 부르게 된다. 페기는 다른 손님 존 랜돌프를 짝사랑하지만 거절 당하고, 역시 손님인 존 '보' 팀버레이크와 결혼하기로 하지만 보는 USS 컨스티튜션을 탔다가 사망한다.
1828년 페기는 존 랜돌프와 재회하고, 대통령이 된 앤드루 잭슨은 중혼 문제에 휘말린다. 앤드루 잭슨의 아내 레이철이 사망한 뒤 페기는 남편을 돌봐달라는 레이철의 유언을 따라 안주인 역할을 하다가 워싱턴 정가 배우자들의 입방아에 오른다. 페기는 존 이튼의 청혼에 응하며 이제 정가의 배우자들로부터 존중을 받게 되길 기대한다. 한편, 존 랜돌프는 반란 계획을 앤드루 잭슨에게 알리려는 걸 막으려던 남부인 선덜런드에게 총에 맞아 사망한다. 
내각 각료와 배우자들이 페기를 워싱턴 정가에서 쫓아낼 것을 요구하자 앤드루 잭슨은 존 이튼을 제외한 모든 각료들을 사임 시킨다. 페기는 자신이 영영 받아들여질 수 없음을 깨닫고 앤드루 잭슨에게 남편 존 이튼을 스페인 특사로 보내줄 것을 요청한다.  

## 출연

### 주연
- 조앤 크로퍼드 - 마거릿 '페기' 오닐 이튼 역
- 로버트 테일러 - 존 '보' 팀버레이크 역

### 조연
- 라이어널 배리모어 - 앤드루 잭슨 역
- 프랜쵸 톤 - 존 이튼, 미국 전쟁부 장관 역
- 멜빈 더글러스 - 로어노크의 존 랜돌프 역
- 제임스 스튜어트
- 알리슨 스킵워스
- 뷸러 본디 - 레이철 잭슨 역
- 루이 캘헌 - 선덜런드 역
- 멜빌 쿠퍼
- 시드니 톨러 - 대니얼 웹스터 역
- 진 록하트 - 오닐 소령 역
- 클래라 블랜딕
- 프랭크 콘로이 - 존 캘훈 역
- 니디아 웨스트먼
- 윌러드 로버트슨
- 찰스 트로브리지 - 마틴 밴 뷰런 역
- 제피 틸버리

## 제작진
- 미술: 세드릭 기븐스
- 의상: 에이드리안